# Англиканство
 Тази статия е за течението в християнството.  За църквата вижте Църква на Англия.  
Англиканството е християнска деноминация, обединяваща църкви с исторически връзка с Църквата на Англия или с подобна структура и вярвания. Счита се за клон на протестантството.
Думата англиканство произхожда от ecclesia anglicana (на средновековен латински), което означава „английска църква“ и датира поне от 1246 г. Привържениците на англиканизма се наричат англикани (или англиканци) и голяма част от тях принадлежат към църкви, които са част от световното Англиканско съобщество. Англиканството богословски стои между римокатолицизма и протестантството.
Англиканството става държавната религия в Англия през XVI век. Тази промяна датира от управлението на Хенри VIII. Кралят влиза в спор с папа Климент VII, защото не успява да получи от него одобрение за разтрогването на брака си с Катерина Арагонска през 1534 г. Тогава той решава да застане начело на английската църква и да я отдели от Ватикана.
Неговият наследник крал Едуард VI потвърждава това разцепление. Наследилата го негова по-голяма сестра (от първия брак на баща им с испанската му съпруга) католичката кралица Мария I Тюдор иска да унищожи делото на двамата си предшественици, но пролятата от нея кръв допринася само за по-голяма неприязън към католицизма. Ето защо тяхната по-малка сестра кралица Елизабет I с голяма лекота успява да получи одобрението на Тридесет и двамата членове на „Веруюто“ на англиканската църква през 1562 г.
От законова гледна точка с акта на английския парламент от 16 януари 1581 г. англиканството става държавна религия и отделна от католицизма.
Особеност на тази църква е, че англиканите възприемат някои протестантски вярвания, но запазват много сходни точки с католичеството, особено йерархията. В англиканската църква причастието се приема по един и същ начин, както от обикновените вярващи, така и от пасторите.
Англиканската църква ръкополага Либи Лейн като първата епископка в своята история през 2015 г.